# Organism
Un organism este un sistem viu (animal, plantă, microorganism) care este capabil de reproducere, creștere, evoluție și dispune de metabolism. Un organism este un sistem deschis care face schimburi de materie, energie și informație cu mediul înconjurător, este „viu”, are „viață” (trăiește) o anumită perioadă limitată, care se sfârșește odată cu moartea organismului. Organism este și orice individ din cadrul unei specii.

## Caracteristici generale ale organismelor
- au o structură celulară (cu excepția virusurilor)
- au capacitatea de reproducere
- au în componență acizi nucleici și alte substanțe organice
- sunt locul unor procese metabolice
- dispun de capacitate adaptivă de a face față condițiilor externe în continuă schimbare, astfel încât să-și dobândească hrana și orice alt fel de resurse energetice necesare pentru continuarea vieții.

## Structura unui organism
Subsistemele componente ale fiecărui organism sunt sisteme și aparate alcătuite din organe. 

### Organe
Organele sunt alcătuite dintr-un ansamblu de diferite țesuturi.

### Țesuturi
Țesuturile sunt un ansamblu de celule de origine, formă, structură și funcție comună.

## Clasificarea organismelor
Organismele au fost clasificate pe baza mai multor criterii. În total există peste 1 milion de specii de organisme, și, pe lângă acestea, și viruși. Astfel, organismele se clasifică în supraregnul "procariote" (cărora le lipsește nucleul celular) și supraregnul "eucariote" (care au nucleul celular). Cele eucariote la rândul lor se clasifică în regnurile "protista", "plantae" și "animalia". Clasificarea continuă într-un sistem ierarhic din ce în ce mai amănunțit:
- Supraregn - după prezența sau absența unui nucleu celular;
- Regn - după caractere generale ale structurii organismului;
- Încrengătură;
- Clasă;
- Ordin;
- Familie;
- Trib;
- Gen;
- Specie.